# Kaleybar
Kaleybar (persiska: کليبر) är en kommunhuvudort i Iran.   Den ligger i provinsen Östazarbaijan, i den nordvästra delen av landet, 500 km nordväst om huvudstaden Teheran. Kaleybar ligger 1 148 meter över havet och antalet invånare är 9 030.
Terrängen runt Kaleybar är kuperad åt nordost, men åt sydväst är den bergig. Kaleybar ligger nere i en dal. Runt Kaleybar är det ganska glesbefolkat, med 42 invånare per kvadratkilometer. Kaleybar är det största samhället i trakten. Trakten runt Kaleybar består i huvudsak av gräsmarker.